# 富坂晶
富坂晶（1978年11月2日—），日本女性前配音員。出身於沖繩縣。A型血。身高159.9cm。

## 人物簡介
2007年10月，富坂她決定歸鄉，因此選擇離開經紀公司ARTSVISION的同時退出配音界。後來在2010年7月發行的DVD版OVA《紅》為角色露西·梅獻聲而短暫復出。

## 演出作品
※粗體字表示說明飾演的主要角色。

### 電視動畫
2001年
- Panyo Panyo鈴鐺貓娘（王子 等）
- PaRappa the Rapper（英语：パラッパラッパー）（學生）

2002年
- 朝霧的巫女（女子）
- 犬夜叉（小瞳）
- 盜賊王JING
- 銀河天使 (第3期)（女服務生、播報員、B子）
- 煌羅萬象（日语：サイキックアカデミー煌羅万象）（女學生）
- 迷糊天使（さだみ、男學生、惡童）
- 彩夢芭蕾（子）
- 炎之蜃氣樓（青年）
- 陸上防衛隊（三田舞子、 等）

2003年
- GREEN GREEN 青青校樹（女學生）
- 閃靈二人組（護理人員）
- 哆啦A夢 (大山羨代版)（小孩B）
- 初音島（學生、小孩）
- 變形金剛：微型傳說（雅莉莎、威利／）
- 魔法使的條件（女性職員）
- 洛克人EXE AXESS（播報員）

2004年
- 極道鮮師（女孩子）
- 廢棄公主（奧黛莉）
- DearS（電視上的主婦 等）
- 變形金剛：超能連結（雅莉莎）
- 爆裂天使（女學生C）
- 花右京女侍隊 La Verite（警備部女侍 等）
- 美鳥的日記（遇襲女性）
- 馳風競艇王（日语：モンキーターン (漫画)）（波多野神奈）
- 馳風競艇王V（波多野神奈）

2005年
- ARIA The ANIMATION（前輩1、溫蒂妮1、昭夫）

2006年
- 受讚頌者（阿姆魯利涅沃爾卡·庫婭）
- 南瓜剪刀（西西莉）
- MÄR 魔兵傳奇（瑪爾斯）
- 夢使者（水野桂）
- 血色花園（凱特·艾希利）

2007年
- 校園烏托邦 學美向前衝！（部員）
- 鐵子之旅（日语：鉄子の旅）

### OVA
2002年
- 男男最遊記（日语：私立荒磯高等学校生徒会執行部）

2004年
- 小茜的狂熱追求者（日语：アカネマニアックス〜流れ星伝説剛田〜）（女學生）

2007年
- 血色花園（凱特·艾希利）

2010年
- 紅（露西·梅）

### 遊戲
年份不詳
- 小茜的狂熱追求者 ～流星傳説剛田～（日语：アカネマニアックス〜流れ星伝説剛田〜）（女子2）
- （艾莉絲）

2005年
- 拉吉亞達物語（日语：ラジアータ ストーリーズ）（瑪莉艾塔）

2006年
- 受讚頌者 給逝者的搖籃曲（阿姆魯利涅沃爾卡·庫婭）
- Muv-Luv全年齡版（弓道社的後輩3）

2007年
- Routes PE、Routes POTABLE（日语：Routes）（高井鈴美）

### 外語配音
※作品依英文名稱及英文原名排序。

#### 電影
- 蠻牛戰士（Robyn Lee〈Anna Paquin 飾演〉）
- 老兄，我的車上哪兒去了？（英语：Dude, Where's My Car?）（Wanda〈Jennifer Garner 飾演〉）
- 恐怖拜訪（Oliver〈Jackson Bond 飾演〉）
- Tjorven, Batsman, and Moses（瑞典语：Tjorven, Båtsman och Moses）（Stina〈Kristina Jämtmark 飾演〉）
- 親戚麥計較（英语：Yours, Mine & Ours (2005 film)）（Lau〈Andrew Vo 飾演〉）

#### 電視影集
- 靈媒緝凶（Bridgette DuBois〈Maria Lark 飾演〉）[注 1]
- Mentors（英语：Mentors (TV series)）
- 超自然檔案 (第1季)

#### 動畫
- 冰原歷險記2（James〈Alex Sullivan 配音〉）
- 淘氣小兵兵（Kimi）

### 廣播劇CD
- M與N的肖像 廣播劇CD（日语：MとNの肖像）（女學生）
- （克拉里卡）
- （少年忍者）
- RUBY CD COLLECTION 腕溺（母親）
- 電視動畫「受讚頌者」原創廣播劇 ～圖斯庫爾的內亂～（阿姆魯利涅沃爾卡·庫婭）
- Dramatic CD Collection 緋色的碎片（亡靈少年）
- ARIA The ANIMATION 廣播劇CD II（女孩子B）

### 其它
- 集まれ昌鹿野編集部（日语：集まれ昌鹿野編集部）（第26回嘉賓）
- NON子與NOBI太的Anime Scramble（日语：ノン子とのび太のアニメスクランブル）（文化放送，2006年11月10日，第813回嘉賓）
- 傳頌之物的廣播（日语：うたわれるものらじお）（音泉，第21回嘉賓）
- RG RADIO（日语：RG RADIO）（音泉，第3、4、17回嘉賓主持人）
- 動畫Paradise！（日语：アニメぱらだいす!）（Kids Station，2007年8月13日，第717回：「血色花園特集」嘉賓）
- NISSAN 啊！安部禮司 ～BEYOND THE AVERAGE（日语：NISSAN あ、安部礼司〜BEYOND THE AVERAGE）（JFN系，飾演南野凪子）

## 腳註